# Morro Reatino
Morro Reatino é uma comuna italiana da região do Lácio, província de Rieti, com cerca de 375 habitantes. Estende-se por uma área de 15 km², tendo uma densidade populacional de 25 hab/km². Faz fronteira com Arrone (TR), Colli sul Velino, Labro, Polino (TR), Rivodutri.

## Demografia
| Variação demográfica do município entre 1861 e 2011                               |
|                                                                                   |
| Fonte: Istituto Nazionale di Statistica (ISTAT) - Elaboração gráfica da Wikipedia |